# Heligmomerus
Heligmomerus es un género de arañas migalomorfas de la familia Idiopidae. Se encuentra en el Sur de Asia, África austral y África oriental. 

## Lista de especies
Según The World Spider Catalog 11.5:
- Heligmomerus astutus (Hewitt, 1915)
- Heligmomerus barkudensis (Gravely, 1921)
- Heligmomerus biharicus (Gravely, 1915)
- Heligmomerus caffer Purcell, 1903
- Heligmomerus carsoni Pocock, 1897
- Heligmomerus deserti Pocock, 1901
- Heligmomerus jeanneli Berland, 1914
- Heligmomerus prostans Simon, 1892
- Heligmomerus somalicus Pocock, 1896
- Heligmomerus taprobanicus Simon, 1892